# Algérie aux Jeux olympiques d'été de 2008
L'Algérie participe aux Jeux olympiques d'été de 2008 à Pékin. Il s'agit de sa 11e participation à des Jeux d'été.
La délégation algérienne n'est présente que dans un sport collectif. Aucune équipe n'a pu se qualifier pour les tournois olympiques de basket-ball, football et handball. L'équipe féminine algérienne de volley-ball a par contre remporté le tournoi qualificatif pour le tournoi olympique de volley-ball.
La délégation algérienne sera par contre présente dans une dizaine d'autres disciplines,.

## Liste des médaillés algériens

### Médailles d'or
| Sport              | Discipline | Sportifs | Performance |
| Médailles d'or : 0 |            |          |             |

### Médailles d'argent
| Sport                  | Discipline         | Sportifs       | Performance |
| Médailles d'argent : 1 |                    |                |             |
| Judo                   | Moins de 90 kg (H) | Amar Benikhlef |             |

### Médailles de bronze
| Sport                   | Discipline         | Sportifs      | Performance |
| Médailles de bronze : 1 |                    |               |             |
| Judo                    | Moins de 52 kg (F) | Soraya Haddad |             |

## Participants

### Athlétisme
Hommes
- Khoudir Aggoune > 10 000m
- Mohamed Ameur
- Yahia Azaidj
- Mohamed Benhadia
- Nabil Benkrama
- Tarek Boukensa > 1 500m
- Kamel Boulahfane
- Larbi Bourrada
- Othmane Hadj Lazib
- Abderrahmane Hamadi
- Samir Khadar
- Boualem Lamrt
- Malik Louahla
- Nabil Madi > 800m
- Rabia Makhloufi
- Nadjim Manseur

Femmes
- Souad Ait Salem > Marathon
- Ghania Amzal
- Baya Rahouli > Triple Saut
- Kenza Dahmani

#### Hommes
| Épreuve          | Athlète           | Séries        | Séries | Quarts de finale | Quarts de finale | Demi-finales  | Demi-finales | Finale        | Finale |
| Épreuve          | Athlète           | Résultat      | Rang   | Résultat         | Rang             | Résultat      | Rang         | Résultat      | Rang   |
| ---------------- | ----------------- | ------------- | ------ | ---------------- | ---------------- | ------------- | ------------ | ------------- | ------ |
| 800 mètres       | Anter Zerguelaïne | DNS           | /      | -                | -                | -             | -            | -             | -      |
| 800 mètres       | Nabil Madi        | 1 min 45 s 75 | 3e     | NC               | NC               | 1 min 45 s 63 | 1er          | 1 min 45 s 96 | 7e     |
| 800 mètres       | Nadjim Manseur    | 1 min 45 s 62 | 3e     | NC               | NC               | 1 min 45 s 54 | 4e           | 1 min 47 s 19 | 8e     |
| 1 500 mètres     | Kamel Boulahfane  | 3 min 45 s 59 | 11e    | -                | -                | -             | -            | -             | -      |
| 1 500 mètres     | Tarek Boukensa    | 3 min 36 s 11 | 4e     | NC               | NC               | 3 min 39 s 73 | 8e           | -             | -      |
| 1 500 mètres     | Anter Zerguelaïne | 3 min 42 s 30 | 5e     | NC               | NC               | 3 min 40 s 64 | 11e          | -             | -      |
| 5 000 mètres     | Ali Saïdi-Sief    | 14 min 15.00  | 12e    | -                | -                | -             | -            | -             | -      |
| 10 000 mètres    | Khoudir Aggoune   | NC            | NC     | NC               | NC               | NC            | NC           | DNS           | /      |
| 3000m steeple    | Rabia Makhloufi   | 8 min 29.74   | 8e     | -                | -                | -             | -            | -             | -      |
| 20 km marche     | Mohamed Ameur     | NC            | NC     | NC               | NC               | NC            | NC           | 1h 32 min 21  | 48e    |
| Saut en longueur | Issam Nima        | Non-Partant   | /      | -                | -                | -             | -            | -             | -      |

#### Femmes
| Épreuve              | Athlète         | Séries      | Séries | Quarts de finale | Quarts de finale | Demi-finales | Demi-finales | Finale       | Finale |
| Épreuve              | Athlète         | Résultat    | Rang   | Résultat         | Rang             | Résultat     | Rang         | Résultat     | Rang   |
| -------------------- | --------------- | ----------- | ------ | ---------------- | ---------------- | ------------ | ------------ | ------------ | ------ |
| 800 mètres           | Nahida Touhami  | 4 min 18.99 | 11e    | -                | -                | -            | -            | -            | -      |
| Marathon             | Souad Aït Salem | NC          | NC     | NC               | NC               | NC           | NC           | 2h 28 min 29 | 9e     |
| 3 000 mètres steeple | Widad Mendil    | 9 min 52.35 | 17e    | -                | -                | -            | -            | -            | -      |
| Triple saut          | Baya Rahouli    | 13,87m      | 10e    | -                | -                | -            | -            | -            | -      |

### Aviron
Hommes
- Kamel Ait Daoud
- Mohamed Ryad Garidi

Hommes
| Épreuve                    | Athlète             | Séries        | Séries | Repêchage     | Repêchage | Demi-finales  | Demi-finales | Finale                 | Finale |
| Épreuve                    | Athlète             | Temps         | Rang   | Temps         | Rang      | Temps         | Rang         | Temps                  | Rang   |
| -------------------------- | ------------------- | ------------- | ------ | ------------- | --------- | ------------- | ------------ | ---------------------- | ------ |
| Skiff                      | Chaouki Dries       | 7 min 57 s 65 | 5e     | NC            | NC        | 7 min 34 s 84 | 3e           | Finale E 7 min 32 s 82 | 6e     |
| Deux de couple poids léger | Kamel Aït Daoud     | 6 min 43 s 94 | 5e     | 7 min 05 s 73 | 6e        | -             | -            | -                      | -      |
| Deux de couple poids léger | Mohamed Ryad Garidi | 6 min 43 s 94 | 5e     | 7 min 05 s 73 | 6e        | -             | -            | -                      | -      |

### Badminton
Hommes
- Nabil Lasmari

| Athlètes      | Compétition    | 1/32e de finale  | 1/8e de finale                  | Quarts de finale | Demi-finales     | Finale / 3e place | Finale / 3e place |
| Athlètes      | Compétition    | Adversaire Score | Adversaire Score                | Adversaire Score | Adversaire Score | Adversaire Score  | Rang              |
| ------------- | -------------- | ---------------- | ------------------------------- | ---------------- | ---------------- | ----------------- | ----------------- |
| Nabil Lasmari | Simples Hommes | Exempt           | Battu par Christensen 6-21/4-21 | Eliminé          | Eliminé          | Eliminé           | Eliminé           |

### Boxe
L'Algérie a qualifié huit boxeurs pour participer au tournoi olympique. Tous les huit ont passé avec succès l'épreuve du tournoi de qualification olympique africain de boxe AIBA,.
- Abdelhafid Benchabla
- Abdelkader Chadi
- Nabil Kassel
- Hamza Kramou
- Abdelhalim Ouradi
- Choayeb Oussassi
- Abdelaziz Touilbini
- Newfel Ouatah

| Athlète              | Catégorie                  | 16e de finale         | 8e de finale               | Quart de finale       | Demi-finale         | Finale              |
| Athlète              | Catégorie                  | Adversaire Résultat   | Adversaire Résultat        | Adversaire Résultat   | Adversaire Résultat | Adversaire Résultat |
| -------------------- | -------------------------- | --------------------- | -------------------------- | --------------------- | ------------------- | ------------------- |
| Abdelhalim Ouradi    | Poids coqs (-54Kg)         | Nevin Défaite 4-9     | -                          | -                     | -                   | -                   |
| Abdelkader Chadi     | Poids plumes (-57Kg)       | NC                    | Ardee Victoire 7-6         | Kilic Défaite 6-13    | -                   | -                   |
| Hamza Kramou         | Poids légers (-60Kg)       | Ugas Défaite 3-21     | -                          | -                     | -                   | -                   |
| Nabil Kassel         | Poids moyens (-75Kg)       | NC                    | Sutherland Défaite RSCH 4  | -                     | -                   | -                   |
| Abdelhafid Benchabla | Poids mi-lourds (-81Kg)    | Kumar Victoire RSCO 3 | Abdelghaffar Victoire 13-6 | Xiaoping Défaite 7-12 | -                   | -                   |
| Abdelaziz Touilbini  | Poids lourds (-91Kg)       | NC                    | Wilder Défaite 4-10        | -                     | -                   | -                   |
| Newfel Ouatah        | Poids super-lourds (+91Kg) | NC                    | Payares Victoire 7-5       | Glazkov Défaite 4-10  | -                   | -                   |

### Cyclisme
Hommes
- Hicham Chaabane[6].

| Athlète         | Compétition     | Temps | Rang |
| --------------- | --------------- | ----- | ---- |
| Hichem Chaabane | Course en ligne | DNF   | /    |

### Escrime
Femme
- Hadia Bentaleb[7]
- Anissa Khelfaoui

| Athlète          | Compétition | 1/32 de finale                | Seizièmes de finale | Huitièmes de finale | Quarts de finale | Demi-finales / Classement | Finale / Classement | Rang    |
| Athlète          | Compétition | Adversaire Score              | Adversaire Score    | Adversaire Score    | Adversaire Score | Adversaire Score          | Adversaire Score    | Rang    |
| ---------------- | ----------- | ----------------------------- | ------------------- | ------------------- | ---------------- | ------------------------- | ------------------- | ------- |
| Hadia Bentaleb   | Epée        | Battu par Emese Szász 15-4    | Eliminé             | Eliminé             | Eliminé          | Eliminé                   | Eliminé             | Eliminé |
| Anissa Khelfaoui | Fleuret     | Battu par Hanna Thompson 11-2 | Eliminé             | Eliminé             | Eliminé          | Eliminé                   | Eliminé             | Eliminé |

### Haltérophilie
Femmes
- Leila Françoise Lassouani

| Athlète | Compétition | Total | Rang |                  |               |     |   |
| ------- | ----------- | ----- | ---- | ---------------- | ------------- | --- | - |
| Athlète | Compétition | Total | Rang | Jourdan Delacruz | Moins de 63Kg | DNF | / |

### Judo
Hommes
- Hassane Azzoun
- Mounir Benamadi
- Amar Benikhlef, médaillé d'argent. Il perd face au géorgien Irakli Tsirekidze.

Femmes
- Soraya Haddad gagne la médaille de bronze.
- Lila Latrous

| Athlète         | Compétition    | 1er tour                              | 2e tour                      | Quart de finale         | Demi-finale              | Finale / CB                           | Rang              |
| Athlète         | Compétition    | Adversaire Résultat                   | Adversaire Résultat          | Adversaire Résultat     | Adversaire Résultat      | Adversaire Résultat                   | Rang              |
| --------------- | -------------- | ------------------------------------- | ---------------------------- | ----------------------- | ------------------------ | ------------------------------------- | ----------------- |
| Omar Rebahi     | Moins de 60 kg | Battu par Rishod Sobirov 0000-1001    | Eliminé                      | Eliminé                 | Eliminé                  | Eliminé                               | Eliminé           |
| Mounir Benamadi | Moins de 66 kg | Bat Steven Brown 1010-0000            | Battu par Sharipov 0001-0000 | Eliminé                 | Eliminé                  | Eliminé                               |                   |
| Amar Meridja    | Moins de 73 kg | Battu par Konstantin Semenov0102-0010 | Eliminé                      | Eliminé                 | Eliminé                  | Eliminé                               | Eliminé           |
| Amar Benikhlef  | Moins de 90 kg | Bat El Assri 0011-0001                | Bat Alarza 1020-0001         | Bat Aschwanden0001-0000 | Bat Dafreville 1000-0000 | Battu par Irakli Tsirekidze 0001-0000 | Médaille d'argent |

| Athlète       | Compétition    | 1er tour                  | 2e tour                         | Quart de finale            | Demi-finale                      | Repêchage                  | Finale / CB         | Rang               |
| Athlète       | Compétition    | Adversaire Résultat       | Adversaire Résultat             | Adversaire Résultat        | Adversaire Résultat              | Adversaire Résultat        | Adversaire Résultat | Rang               |
| ------------- | -------------- | ------------------------- | ------------------------------- | -------------------------- | -------------------------------- | -------------------------- | ------------------- | ------------------ |
| Meriem Moussa | Moins de 48 kg | Bat Mboumba 0011-0000     | Battu par Baschin 0101-0000     | Eliminé                    | Eliminé                          | Eliminé                    | Eliminé             | Eliminé            |
| Soraya Haddad | Moins de 52 kg | Bat Muller0211-0000       | Bat Hortense Diedhiou 0010-0001 | Bat Kim Kyung-ok 0210-0001 | Battu par Xian Dongmei 1001-0000 | Bat Kim Kyung-ok 0020-0000 | Eliminé             | Médaille de bronze |
| Lila Latrous  | Moins de 57 kg | Battu par Xu Yan1001-0001 | Eliminé                         | Eliminé                    | Eliminé                          | Eliminé                    | Eliminé             | Eliminé            |
| Kahina Saidi  | Moins de 63 kg | Bat Bezzina 0020-0000     | Battu par Willeboordse1101-0001 | Eliminé                    | Eliminé                          | Eliminé                    | Eliminé             | Eliminé            |

### Lutte
Hommes
- Samir Bouguerra[7]
- Messaoud Zeghdane[7]
- Mohamed Serir[7]

| Athlète           | Compétition    | Rang |               |                |     |
| ----------------- | -------------- | ---- | ------------- | -------------- | --- |
| Athlète           | Compétition    | Rang | Mohamed Serir | Moins de 66 kg | 20e |
| Messaoud Zeghdane | Moins de 74 kg | 20e  |               |                |     |
| Samir Bouguerra   | Moins de 97 kg | 19e  |               |                |     |

### Natation
Hommes
- Nabil Kebbab
- Sofiane Daid
- Mehdi Hamama[7]
- Salim Iles
- Mahrez Mebarek

| Athlète        | Épreuve               | Séries  | Séries | Demi-finales | Demi-finales | Finale  | Finale  |
| Athlète        | Épreuve               | Temps   | Rang   | Temps        | Rang         | Temps   | Rang    |
| -------------- | --------------------- | ------- | ------ | ------------ | ------------ | ------- | ------- |
| Salim Iles     | 50 mètres nage libre  | 22.35   | 6e     | Eliminé      | Eliminé      | Eliminé | Eliminé |
| Nabil Kebbab   | 100 mètres nage libre | 49.38   | 4e     | Eliminé      | Eliminé      | Eliminé | Eliminé |
| Mahrez Mebarek | 200 mètres nage libre | 1.52.66 | 4e     | Eliminé      | Eliminé      | Eliminé | Eliminé |
| Sofiane Daid   | 100 mètres brasse     | 1.02.45 | 7e     | Eliminé      | Eliminé      | Eliminé | Eliminé |
| Sofiane Daid   | 200 mètres brasse     | 2.16.15 | 6e     | Eliminé      | Eliminé      | Eliminé | Eliminé |
| Mehdi Hamama   | 200 mètres 4 nages    | 2.04.91 | 4e     | Eliminé      | Eliminé      | Eliminé | Eliminé |

### Tennis de table
Hommes
- Idir Khourta

| Athlète(s) (n° de tête de série) | Compétition      | Tour préliminaire             | 1er tour            | 2e tour             | 3e tour             | 4e tour             | Quart de finale     | Demi-finale         | Finale / MB         | Rang    |
| Athlète(s) (n° de tête de série) | Compétition      | Adversaire(s) Score           | Adversaire(s) Score | Adversaire(s) Score | Adversaire(s) Score | Adversaire(s) Score | Adversaire(s) Score | Adversaire(s) Score | Adversaire(s) Score | Rang    |
| -------------------------------- | ---------------- | ----------------------------- | ------------------- | ------------------- | ------------------- | ------------------- | ------------------- | ------------------- | ------------------- | ------- |
| Idir Khourta                     | Simple messieurs | Batu par Henzell Victoire 4-1 | Eliminé             | Eliminé             | Eliminé             | Eliminé             | Eliminé             | Eliminé             | Eliminé             | Eliminé |

### Volley-ball
Femmes
- Mouni Abderrahim
- Tassadit Aissou
- Fatima Zahra Oukazi
- Nassima Saleha Benhamouda
- Safia Boukhima
- Salima Hamouche
- Mélinda Hennaoui
- Sehryne Hennaoui
- Narimene Madani
- Nawal Mansouri
- Lydia Oulmou
- Raouya Rouabhia

| Joueurs | Épreuve         | Premier tour         | Premier tour         | Premier tour         | Premier tour         | Premier tour            | Premier tour | Quart de finale  | Demi-finale      | Finale / MB      | Rang    |
| Joueurs | Épreuve         | Adversaire Score     | Adversaire Score     | Adversaire Score     | Adversaire Score     | Adversaire Score        | Rang         | Adversaire Score | Adversaire Score | Adversaire Score | Rang    |
| --- | --------------- | -------------------- | -------------------- | -------------------- | -------------------- | ----------------------- | ------------ | ---------------- | ---------------- | ---------------- | ------- |
| Mouni Abderrahim Tassadit Aissou Fatima Zahra Oukazi Nassima Saleha Benhamouda Safia Boukhima Salima Hamouche Mélinda Hennaoui Sehryne Hennaoui Narimene Madani Nawal Mansouri Lydia Oulmou Raouia Rouabhia | Tournoi féminin | Brésil Défaite 0 - 3 | Serbie Défaite 0 - 3 | Italie Défaite 0 - 3 | Russie Défaite 0 - 3 | KazakhstanDéfaite 1 - 3 | 6e           | Eliminé          | Eliminé          | Eliminé          | Eliminé |